# Рајсио
Рајсио (фин. Raisio) је град у Финској у округу Ужа Финска. Према процени из 2006. у граду је живело 23.967 становника.

## Становништво
Према процени, у граду је 2006. живело 23.967 становника.
| 1990.  | 2000.  |
| ------ | ------ |
| 21.120 | 23.149 |